# Society for Effecting the Abolition of the Slave Trade

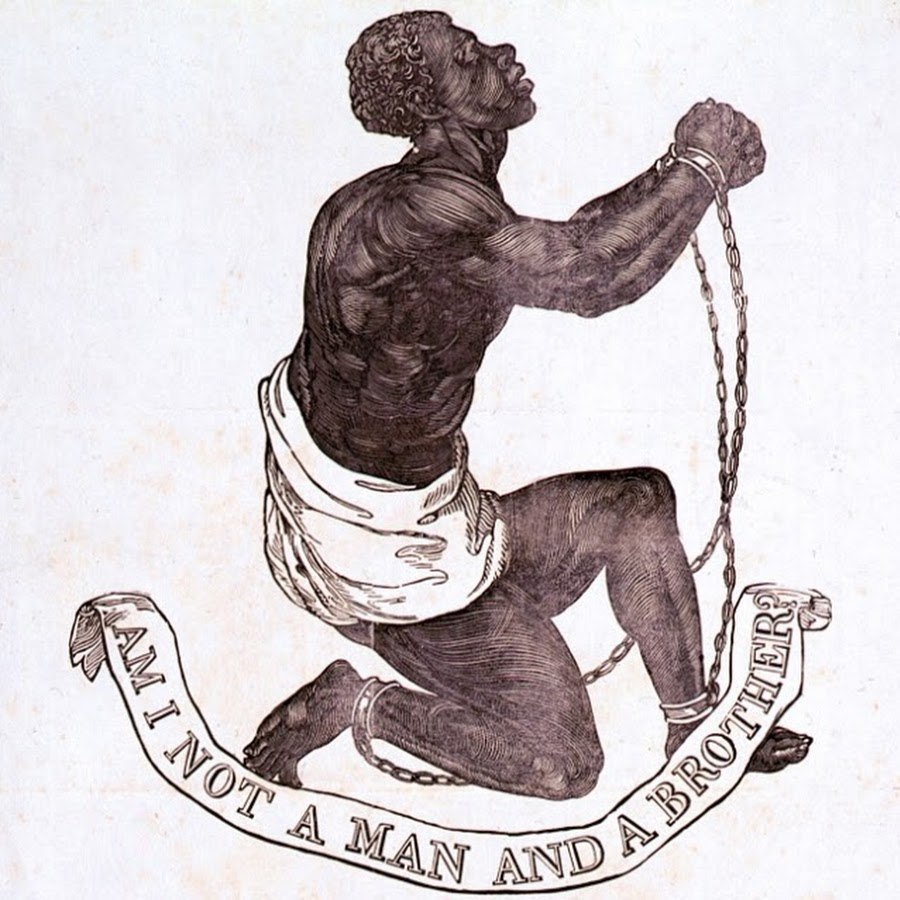
Am I Not a Man and a Brother?, médaillon de la Société, créé en 1787 par William Hackwood et Henry Webber pour Josiah Wedgwood,.

La Society for Effecting the Abolition of the Slave Trade (« Société pour l'abolition de la traite des esclaves »), parfois appelée The Society for the Abolition of the Slave Trade, est une organisation abolitionniste britannique fondée le 22 mai 1787 à Londres.,

## Contexte
À la fin du XVIIIe siècle, le commerce atlantique des esclaves est une composante essentielle de l’économie coloniale. Face à la montée des critiques religieuses, morales et économiques, plusieurs groupes se constituent en Europe et aux États-Unis pour réclamer l’abolition de la traite négrière.

## Fondation
La société est fondée par un groupe de Quakers et d’anglicans influents, dont Granville Sharp, Thomas Clarkson, Josiah Wedgwood, William Dillwyn, Samuel Hoare Jr., John Barton, George Harrison, Joseph Hooper et James Phillips.

## Objectifs et méthodes
L’objectif de la société est d’obtenir du Parlement britannique l’interdiction de la traite atlantique des esclaves.  
Pour y parvenir, elle mène une campagne de sensibilisation sans précédent :  
- organisation de conférences et de débats publics ;
- diffusion de pamphlets et de gravures illustrant les conditions de transport des esclaves (notamment le célèbre schéma du navire négrier Brookes) ;
- production d’objets militants, comme le médaillon Am I Not a Man and a Brother? conçu par Josiah Wedgwood ;
- collecte de signatures pour des pétitions (plus de 100 000 signatures en 1792).[7]

## Résultats
Les campagnes de la société jouent un rôle central dans l’adoption de l’Abolition of the Slave Trade Act en 1807, qui met fin à la traite transatlantique des esclaves par le Royaume-Uni. La Royal Navy est chargée de faire appliquer l’interdiction sur les mers.  

## Héritage
En 1823, la société est remplacée par l’Anti-Slavery Society, dont l’objectif est cette fois l’abolition totale de l’esclavage dans les colonies britanniques. Celle-ci est obtenue en 1833 avec le Slavery Abolition Act.
L’héritage de la société est visible dans la culture abolitionniste britannique : son logo, ses objets de propagande et ses méthodes de mobilisation (pétitions, campagnes visuelles) sont considérés comme des modèles précoces de militantisme moderne.